# Lac du Pavé
Lac du Pavé (pol. jezioro Pavé) – jezioro w grupie górskiej Écrins w Alpach Delfinackich we Francji.

## Położenie
Jezioro znajduje się w północnej części grupy Écrins, w wiszącej dolince u południowych podnóży szczytów Pavé i Pic Gaspard. Lustro jego wody leży na wysokości 2820 m n.p.m. Leży w gminie Villar d'Arène w departamencie Alpy Wysokie, w granicach Parku Narodowego Écrins.

## Charakterystyka
Powstało niedawno, dopiero pomiędzy rokiem 1928 i 1952, na skutek topnienia lodowca Glacier Supérieur des Cavales i wycofania się jego czoła w kierunku północnym. Jest typowym jeziorem karowym, powstałym w cyrku lodowcowym. Jest jeziorem proglacjalnym. Przegroda, zamykająca misę jeziorną, ma charakter mieszany: tworzy ja wał osadów dawnej moreny dennej, zgromadzonych na monolitycznym skalnym podłożu.
Jest jeziorem oligotroficznym. Mimo to badania przeprowadzone w 2010 r. w ramach monitoringu jezior wysokogórskich zaskoczyły ujawnieniem obecności zarówno fitoplanktonu jak i zooplanktonu.
Wymiary jeziora wynoszą 430 m x 260 m. Jest jednym z najgłębszych jezior całej grupy górskiej: jego głębokość maksymalna wynosi 53 m. Temperatura wody na głębokości 3 m pod powierzchnią na początku sierpnia wynosi średnio 4 °C.

## Znaczenie jeziora dla nauki
Lac du Pavé oferuje rzadką okazję, aby śledzić naturalną ewolucję jeziora od chwili jego narodzin. Le Pavé to wyjątkowe jezioro. Jeszcze w połowie lat 90. XX w. jego powierzchnia była prawie przez cały rok całkowicie pokryta lodem, a latem można było zobaczyć otwarte wody tylko przez tydzień lub dwa. Kiedy w 2006 r. wprowadzono regularny monitoring jeziora, przynajmniej jego część przez cały rok znajdowała się pod lodem, a po jeziorze unosiły się „góry lodowe”. Obecnie (tj. od 2015 r.) sytuacja się zmieniła, ponieważ jezioro od czerwca jest całkowicie wolne od lodu, a spływający dawniej do jego brzegów lodowiec się cofnął. Stanowi to wyraźny dowód postępującego od wielu lat ocieplenia klimatu.
W 2015 roku lipiec był bardzo gorący. Służby meteorologiczne ogłosiły, że absolutny rekord z sierpnia 2003 roku został pobity w Alpach w 2015 r., czyniąc lipiec najgorętszym miesiącem ze wszystkich miesięcy od początku prowadzenia obserwacji w 1850 roku. Jezioro nie było tu wyjątkiem: temperatura jego powierzchni osiągała maksymalnie 12 °C.